# Sibyl Urbancic
Sibyl Urbancic (* 1937 in Graz) ist eine österreichisch-isländische Musikerin, Feldenkraispädagogin, Journalistin und Übersetzerin.

## Leben
Sibyl Urbancic wurde 1937 als Tochter von Dr. Melitta Urbantschitsch, geb. Grünbaum aus jüdischer Familie, und Dr. Victor Urbancic geboren. 1938 emigrierte die Familie auf der Flucht vor den Nazis nach Island.
1941, mit vier Jahren, erhielt Sibyl ihren ersten Instrumentalunterricht, zuerst Klavier, ein Jahr später auch Geige.
1956 kam ihre erste Tochter Ruth Ólafsdóttir, heute Schauspielerin in Los Angeles, auf die Welt.
1957 begann Sibyl Urbancic mit dem Studium alt-nordischer Sprachwissenschaften an der Universität von Island. Zugleich betätigte sie sich als Musik- und Theaterkritikerin, Auslandskorrespondentin und Kulturberichterstatterin.
Nach dem Tod des Vaters 1958 beschloss sie Musik zu studieren. 1959 begann sie mit einem Kirchenmusik-Studium an der Hochschule für Musik in Wien u. a. bei Anton Heiller Orgel und Hans Gillesberger Chor Dirigieren, das sie 1963 mit dem Diplom, Auszeichnung und dem Abgangspreis beendete. Danach setzte sie ihr Studium im Konzertfach Orgel bei Anton Heiller fort. Ihre Konzerttätigkeit im In- und Ausland begann. Zugleich übernahm sie die Leitung von Kirchenchor und -orchester der Pfarrkirche Hetzendorf.
1965 heiratete sie den Musiker Hans Maria Kneihs, mit dem sie gemeinsam in Konzerten auftrat. Es folgte eine intensivere Beschäftigung mit dem Cembalo u. a. bei ihrem Lehrer Gustav Leonhardt. Konzerte mit verschiedenen Kammerensembles folgten, u. a. dem Collegium Musicum des Österreichischen Rundfunks.
1966 wurde Sohn Johann Kneihs, Hörfunkjournalist beim Österreichischen Rundfunk, 1967 Sohn Michael Kneihs, Pianist und Vertragslehrer an der Universität für Musik Wien und 1971 Sohn Benjamin Kneihs, heute Professor für Verfassungs- und Verwaltungsrecht an der Universität Salzburg, geboren. 1973 bis 1990 übernahm Sibyl Urbancic die Leitung des Döblinger Gesangsvereins. 1980 gründete und leitete sie bis 1986 das Vokalensemble La Capella, mit einem Repertoire von früher bis neuester Musik und zahlreichen internationalen Konzerten und Aufnahmen für Schallplatten, Rundfunk und Fernsehen. 1981 bis 1985 gab sie Kurse für Neue Chormusik für die IGNM, seitdem Chor- und Improvisationskurse im In- und Ausland sowie Gastdirigate und Jurorentätigkeit.
1987 begründete und leitete sie das Ensemble und den „Verein zur Förderung der Vokalmusik“ VOCES in Wien.
1988 bis 2004 war Urbancic Lehrbeauftragte, bzw. Vertragslehrerin an der Universität für Musik und darstellende Kunst in Wien, während einiger Jahre Chorleiterin des Kreises Gemischte Chöre Wien des Österreichischen Sängerbundes und Vorstandsmitglied der Österreichischen Gesellschaft für Chormusik.
1992 bis 1995 begann sie mit der Ausbildung zur Feldenkrais-Pädagogin. In ihrer eigenen Praxis und Kursen arbeitet sie im Besonderen mit Sängern und Instrumentalisten, Chören und Orchester, Schauspielern, Tänzern, Lehrern, aber auch MS Betroffenen und Cervikalsyndrom Betroffenen.
Urbancic trat an vielen Orten der Welt als Cembalistin, Organistin und Chordirektorin auf. Sie gibt Kurse in (alter und vor allem zeitgenössischer) Chormusik, sowie für Gesang und Chor, Improvisation und Feldenkrais. Außerdem ist sie als Jurymitglied bei Veranstaltungen mit Vokalensembles und Solisten sowie zeitgenössischen Chorkompositionen tätig. Sie gründete und leitete die Vokalensemble „la cappella“ and „voces wien“, mit denen sie eine Reihe von Stücken uraufführte. Auch die Kinderchorschule „nano“ ist von ihr initiiert.
Musikalisches Themengebiete sind Klassik, Neue Musik und Jazz/Improvisierte Musik.
Urbancic unterrichtet ebenfalls Fremdsprachen: Deutsch, Englisch, Dänisch, Isländisch und arbeitet als Übersetzerin.

## Übersetzungen
- Maximus Musikus besucht das Orchester. Kindersachbuch, Buch mit Musik und Hörfassung auf CD, Text von Hallfrídur Ólafsdóttir, Aus dem Isländischen von Sibyl Urbancic, Schott, Mainz 2010, ISBN 978-3-7957-0730-9.
- Maximus Musikus entdeckt die Musikschule. Kindersachbuch, Buch mit Musik und Hörfassung auf CD, Text von Hallfrídur Ólafsdóttir, Aus dem Isländischen von Sibyl Urbancic, Schott, Mainz 2011, ISBN 978-3-7957-0757-6.